# Ongerup
Ongerup is een plaats in de regio Great Southern in West-Australië. Het ligt 410 kilometer ten zuidoosten van Perth, 150 kilometer ten noordnoordoosten van Albany en 54 kilometer ten oosten van Gnowangerup. In 2021 telde Ongerup 114 inwoners tegenover 119 in 2006.

## Geschiedenis
De oorspronkelijke bewoners van de streek waren de Koreng Nyungah Aborigines. De naam Ongerup is afgeleid van het aborigineswoord Yongerup dat "plaats van de mannelijke kangoeroe" betekende.
De eerste Europeaan die de streek verkende was landmeter-generaal John Septimus Roe in 1848. De eerste familie die er zich vestigde was de familie Moir nabij Warperup Creek in 1870. In 1910 werden kavels opgemeten en verkocht. Ongerup werd in 1912 officieel gesticht en vernoemd naar de Ongerup Rock die 10 kilometer ten noordwesten van het dorp ligt.
In 1913 werd de spoorweg tussen Ongerup en Tambellup, een aftakking van de Great Southern Railway, geopend. De spoorweg verbond de streek met de haven van Albany waardoor graanproducenten hun oogst makkelijker konden vervoeren en verkopen. In 1918 werden in Ongerup barakken voor de spoorwegarbeiders gebouwd.
De Ongerup Hall werd in 1927 gebouwd en van 1947 tot 1950 als basisschool gebruikt. In 1957 werd de nieuwe Ongerup Public Hall gebouwd. De spoorweg naar Tambellup werd datzelfde jaar uit dienst genomen. De spoorwegbarakken bieden vanaf 1978 onderdak aan het Ongerup & Needilup District Museum.

## Beschrijving
Ongerup maakt deel uit van het lokale bestuursgebied (LGA) Shire of Gnowangerup.
Het is een verzamel- en ophaalpunt voor de oogst van de graanproducenten uit de streek die bij de Co-operative Bulk Handling Group aangesloten zijn.

## Bezienswaardigheden
Het Ongerup & Needilup District Museum is een streekmuseum. Het biedt eveneens onderdak aan de Ongerup Wildflower Display.
In het Yongergnow Australian Malleefowl Centre kan men de kwetsbare thermometervogel in zijn natuurlijke omgeving bekijken.

## Klimaat
Ongerup kent een koud steppeklimaat, BSk volgens de klimaatclassificatie van Köppen. De gemiddelde jaarlijkse temperatuur bedraagt 15,5 °C en de gemiddelde jaarlijkse neerslag 381 mm.